# Glaphyrus turkestanicus
Glaphyrus turkestanicus es una especie de coleóptero de la familia Glaphyridae.

## Distribución geográfica
Habita en Turquestán y Tayikistán.